# Émile Michaux
Émile Michaux (Jemelle, 19 maart 1887 - 22 november 1963) was een Belgisch senator en burgemeester.

## Levensloop
Van beroep was hij hoofdtreinwachter bij de spoorwegen. Op de pensioenleeftijd werd hij politiek actief.
In 1932 werd hij gemeenteraadslid van Jemelle, in 1945 schepen en van 1947 tot 1963 was hij burgemeester.
In 1955 werd hij verkozen tot socialistisch provinciaal senator voor de provincie Namen en vervulde dit mandaat tot in 1958.
Een muziekkiosk die in Jemelle werd gebouwd, draagt zijn naam.
Hij was stichtend voorzitter in 1934 van de vissersvereniging van Jemelle. Het twintigtal stichtende leden bestond hoofdzakelijk uit spoorwegbeambten. Er werd voornamelijk op forellen gevist in de Lhomme en in de Wamme. De vereniging vierde in 2014 zijn tachtigste verjaardag.